# Туляков Іван Микитович
Іван Микитович Туляков (рос. Туляков Иван Никитич; 1877 — 1918) — депутат Державної Думи Російської імперії.
Народився в Тамбовській губернії. З дитинства жив у селищі Сулін Області війська Донського (тепер місто Красний Сулін Ростовської області, Росія). Працював слюсарем на Сулінському металургійному заводі. Член РСДРП, меншовик. 
1912 року був обраний депутатом Державної Думи. Провадив велику роботу в Думі по робітничих питаннях. У 1914 році, в зв'язку з урядовою забороною святкування столітнього ювілею Тараса Шевченка, Туляков виступив в Думі з жорсткою критикою антиукраїнської і русифікаторської політики влади, назвав заборону вшанування поета актом безславної помсти з боку російського уряду всьому українському народові за те, що він дав життя Тарасу Шевченку.
На VI Всеросійському з'їзді районних представників по паливу, що відбувся 19-22 липня 1917 коду Туляков так пояснив спад видобутку вугілля в Донбасі:
"...крайнє перевтома шахтарів за час війни в зв'язку з їх прикріпленням до шахтам як військовозобов'язаних; незадовільний постачання робочих предметами першої необхідності; догляд за мобілізації кваліфікованих робочих, невирішеність конфлікту між робітниками і промисловцями та ін."
Активний учасник Лютневої революції. В травні 1918 року вбитий червоногвардійцями поблизу Суліна.